# 小林橘川
小林 橘川（こばやし きっせん、1882年〈明治15年〉10月1日 - 1961年〈昭和36年〉3月16日）は、日本のジャーナリスト、政治家。名古屋市長を3期務めた。

## 来歴

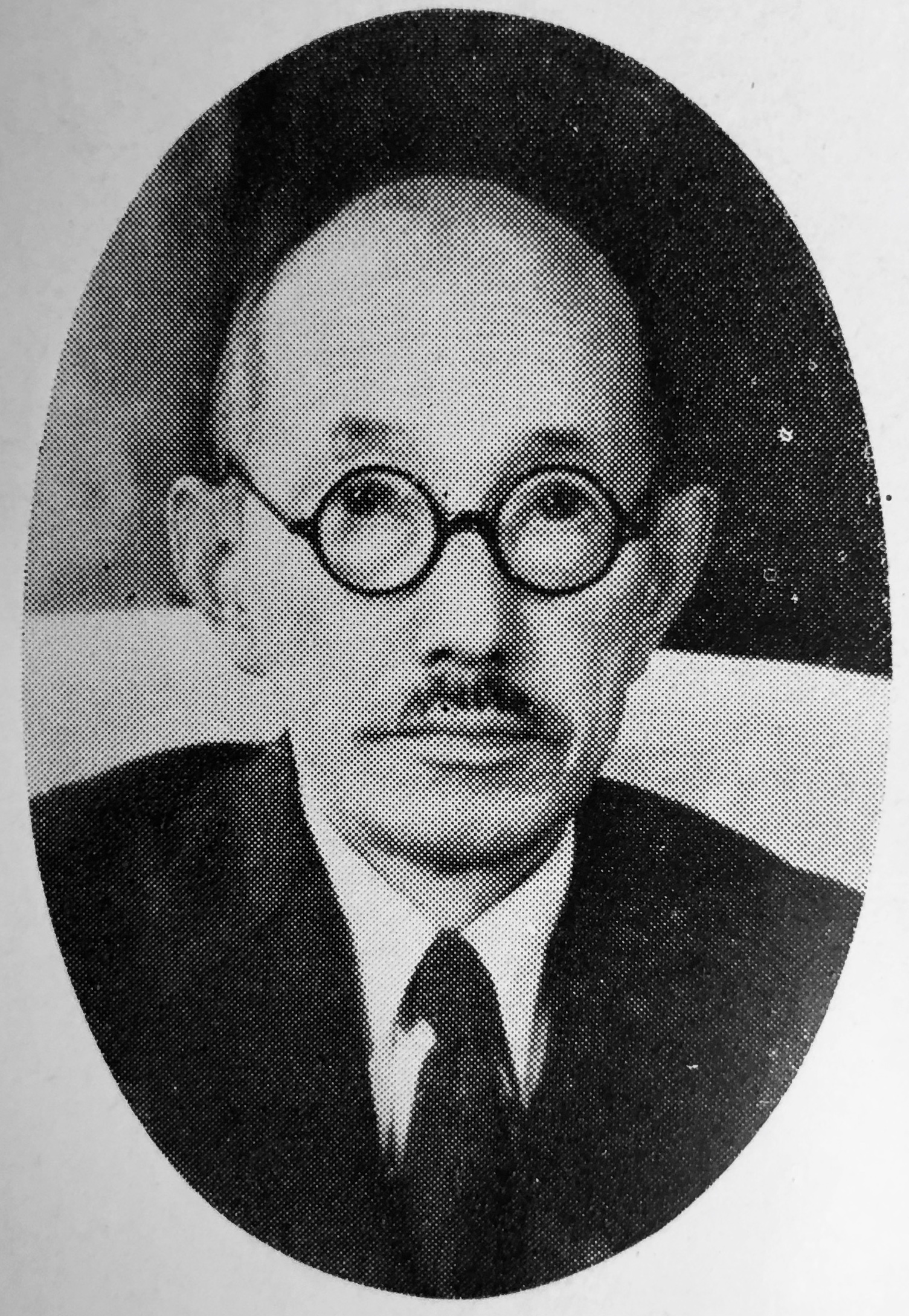
1955年

滋賀県野洲郡守山町（現・守山市）にて漢方薬商、山本藤右衛門の三男として生まれた。幼名は音次郎。1884年（明治17年）、滋賀県野洲市北桜の浄土宗多門寺の小林麗海の養子となり海音と改名した。その後、浄土宗高等学院（現大正大学）入学するが中退。小学校教員、京都府内の極楽寺住職を経て、ジャーナリストとしての才覚を発揮し1905年（明治38年）には「近江新報」主筆となり、県政批判の筆を揮った。1911年（明治44年）名古屋新聞に転じ1914年（大正3年）より「名古屋新聞」主筆を経て、1942年（昭和17年）政府の指導で「新愛知新聞」と合併した「中部日本新聞（現中日新聞）」の取締役となった。
当時、「新愛知」は政友会を、「名古屋新聞」は憲政会（のちの民政党）を支持し、あたかも政党新聞のような論戦を展開し発行部数の獲得合戦を行っていた。その中で、橘川は名古屋新聞主筆として、大正デモクラシーの時代に、民本主義を唱えた吉野作造を支持して名古屋の中京教会で吉野の講演会を開催したり、「名古屋新聞」紙上で民本主義理論を積極的に紹介した。
橘川は、電車賃値上げを批判、その後婦人運動、労働運動などに関与し1920年（大正9年）名古屋労働者協会を創立した。1930年（昭和5年）副社長となるが、反戦思想から特別高等警察の監視対象にされた。橘川は一途に理想を主張するのではなく、反軍の論陣を張りながらも現実との折り合いをつけていった。やがて戦争へ進む流に絶望し、「個人としては平和を欲求するが、集団としては戦争に投げ込まれる……それが運命だ」と、「諦めの言論」に転換していった。
1939年（昭和14年）、大政翼賛会中央協力委員に選ばれる。1942年（昭和17年）、中部日本新聞社の創立委員となり、9月に同社取締役に就任。
1947年（昭和22年）7月、公職追放。1950年（昭和27年）10月、追放解除。
1951年（昭和26年）、日本社会党の赤松勇、小山良治、近藤国雄らは小林の自宅を訪ね、名古屋市長選挙への出馬を要請。一度は断るも、赤松は小林をすき焼き屋に招き、重ねて口説いた。「行政をやったことがないから自信がない」と答えると、赤松に「行政は役人に任せておけばよい。あなたは3階の市長室に座り、名古屋の文化を高めるアイデアを出してくれればいい。ほかに何も期待しない」と返され、出馬を決意。同年4月23日に行われた市長選挙に革新系無所属の候補として立候補するも、名古屋新聞の後輩にあたる、現職の塚本三に558票差で敗れ落選。
1952年（昭和27年）8月25日、名古屋市長の塚本三が任期中に死去。これに伴って9月28日に行われた市長選に立候補し、初当選。名古屋市初の革新系市長が誕生する。

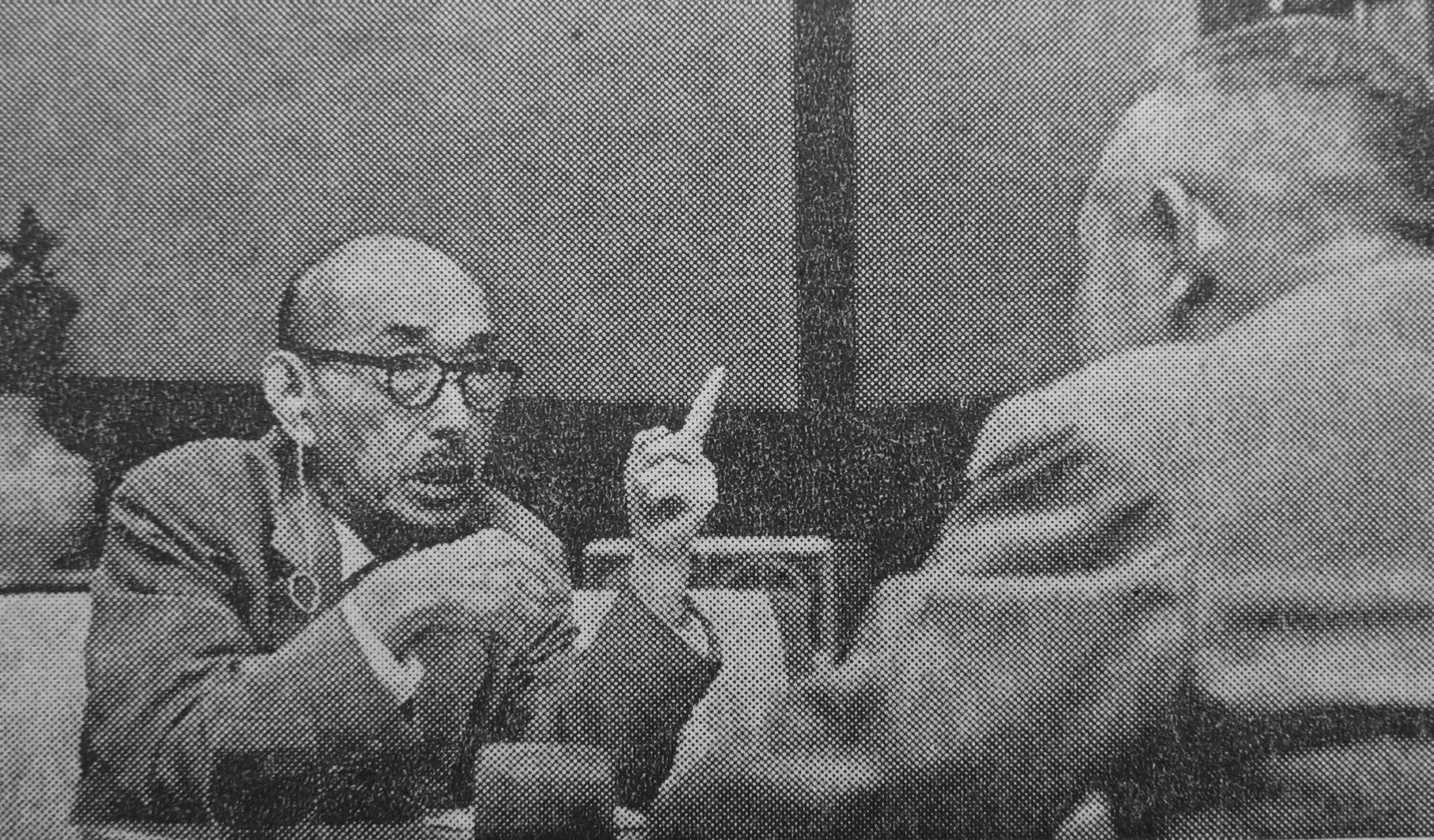
中部日本新聞社編集局長と対談（1960年9月19日）

1959年（昭和34年）の伊勢湾台風では超大型台風の襲来に備えて名古屋市内の守山駐屯地に集結して出動準備を整えていた陸上自衛隊に対して災害派遣の拒否を通知して初動対処を阻害して犠牲を拡大したが、その事実が発覚したのは本人没後で、名古屋市民には被害復旧を陣頭指揮する姿だけが目に映っていた。
1960年（昭和35年）9月18日に行われた市長選で自民党前衆議院議員の辻寛一らを破り3期目の当選を果たすが、10月13日に名古屋市立大学病院に入院。1961年（昭和36年）3月16日、公務に復帰することなく同病院で動脈硬化症により死去。78歳没。同日付で勲三等瑞宝章を受章した。

## 選挙
1951年名古屋市長選挙
1951年（昭和26年）4月23日執行。現職の塚本三に558票差で敗れる。
※当日有権者数：559,412人 最終投票率：78.08%（前回比：+14.04pts）
| 候補者名 | 年齢 | 所属党派 | 新旧別 | 得票数    | 得票率 | 推薦・支持 |
| -------- | ---- | -------- | ------ | --------- | ------ | ---------- |
| 塚本三   | 62   | 無所属   | 現     | 208,736票 | 50.07% |            |
| 小林橘川 | 68   | 無所属   | 新     | 208,178票 | 49.93% |            |

1952年名古屋市長選挙
1952年（昭和27年）9月28日執行。前助役の手島博章らを破り初当選。
※当日有権者数：629,103人 最終投票率：61.10%（前回比：−16.98pts）
| 候補者名 | 年齢 | 所属党派 | 新旧別 | 得票数    | 得票率 | 推薦・支持 |
| -------- | ---- | -------- | ------ | --------- | ------ | ---------- |
| 小林橘川 | 69   | 無所属   | 新     | 219,674票 | 57.52% |            |
| 手島博章 | 61   | 無所属   | 新     | 152,621票 | 39.96% |            |
| 山本剛太 | 58   | 無所属   | 新     | 6,426票   | 1.68%  |            |
| 尊田四郎 | 59   | 無所属   | 新     | 3,199票   | 0.84%  |            |

1956年名古屋市長選挙
1956年（昭和31年）9月26日執行。尾張徳川家の徳川義親らを破り再選。
※当日有権者数：773,031人 最終投票率：59.64%（前回比：−1.46pts）
| 候補者名   | 年齢 | 所属党派 | 新旧別 | 得票数    | 得票率 | 推薦・支持 |
| ---------- | ---- | -------- | ------ | --------- | ------ | ---------- |
| 小林橘川   | 73   | 無所属   | 現     | 269,651票 | 58.62% |            |
| 徳川義親   | 69   | 無所属   | 新     | 186,309票 | 40.50% |            |
| 森よ祢子   | 51   | 無所属   | 新     | 1,557票   | 0.34%  |            |
| 尊田四郎   | 63   | 無所属   | 新     | 1,341票   | 0.29%  |            |
| 前川健太郎 | 45   | 無所属   | 新     | 1,129票   | 0.25%  |            |

1960年名古屋市長選挙
1960年（昭和35年）9月18日執行。自民党は前衆議院議員の辻寛一を候補者に立て、池田勇人首相が応援演説に入った。社会党委員長の浅沼稲次郎と民社党初代委員長の西尾末広は一旦手を結び、小林を支援するため名古屋入りした。第29回衆議院議員総選挙の前哨戦と言われたこの年の市長選で小林は辻に3万9千票の差を付け、3選を果たした。
※当日有権者数：889,547人 最終投票率：59.89%（前回比：+0.25pts）
| 候補者名 | 年齢 | 所属党派   | 新旧別 | 得票数    | 得票率 | 推薦・支持 |
| -------- | ---- | ---------- | ------ | --------- | ------ | ---------- |
| 小林橘川 | 77   | 無所属     | 現     | 283,339票 | 53.31% |            |
| 辻寛一   | 54   | 自由民主党 | 新     | 244,374票 | 45.98% |            |
| 中峠国夫 | 56   | 無所属     | 新     | 2,594票   | 0.49%  |            |
| 仲神正孝 | 32   | 無所属     | 新     | 799票     | 0.15%  |            |
| 肥後亨   | 33   | 諸派       | 新     | 400票     | 0.08%  |            |

## 市政
- 小林は、戦災で焼け野原となった都心部に、世界に例のない巨大道路群を建設し、一時橘川道路と呼ばれた[要出典]。手始めに名古屋城南側、官庁街に沿い片側50ｍ（当初片側6車線）の道久屋大通（100m道路）を築き、これを基準に若宮大通、伏見通、桜通、錦通、広小路通なども拡張され、世界有数の道路優先都市ができた「名古屋都市計画史 上巻」（名古屋市建設局編 名古屋市建設局 1957年）。名古屋の道路面積割合は札幌市と並んで全国トップクラス。
- 1957年（昭和32年）11月15日、名古屋市営地下鉄東山線名古屋駅 - 栄町駅（現在の栄駅）間 (2.4km)で開業した（小林在職中池下駅まで延伸）。
- 名古屋城天守閣を再建した。燃えない城を築いて郷土の博物館としたらよいのではという再建賛成論を踏まえ、1955年（昭和30年）に名古屋城再建準備委員会を設置[12]。復興名古屋城は1959年（昭和34年）10月に完成した[13]。
- 小林は初当選した直後から市長室を開放した。秘書室を通さず市民を市長室に入れた名古屋市長は後にも先にも例がない。当時、年末になると臨時労働者がよく市役所に押しかけたが、小林は「市長室と廊下に座れるだけ入れたれ」と命じ、一人ひとりの頭をなでて歩き、ポケットマネーを与えたりした[14]。

## 著書
- 「教育勅語郷土のほまれ」（藤綱藤太郎共著 星野文星堂 1913年）NDLJP:911136
- 「農人生活」（成美堂他 1915年）
- 「教育勅語郷土の精華」（藤綱藤太郎共著 星野文星堂 1915年）
- 「唯物史観の崩壊」（極光社 1925年）NDLJP:1021312
- 「柳田茂十郎」（名古屋新聞社 1929年）
- 「橘川文集」（名古屋新聞社 1934年）NDLJP:1232574
- 「南朝落花の賦」（教育思潮研究会 1935年）NDLJP:1225275
- 「豊太閤 随筆」（春秋社 1935年）NDLJP:1179112
- 「鄭浜子」（愛国婦人会愛知県支部 1937年）
- 「成人教育叢書 第2輯」（香川書店 1937年）
- 「興隆日本への教育」（香川書店 1937年）
- 「支那 随筆」（教育思潮研究会 1943年）NDLJP:1270092
- 「藍川清成」（1953年）
- 「新三階の窓」（旬刊評論社 1961年）

## 史跡
- 「多門寺」：滋賀県野洲市北桜
- 「伊勢湾台風殉難者追悼之碑」（名古屋市長小林橘川謹書 昭和35年9月26日建）：名古屋市南区天白町大泉寺
- 「小林橘川胸像 平和公園の千手観音堂」：名古屋市千種区